# Острови Герд і Макдональд
Острів Герд і острови Макдональд (англ. Heard Island and McDonald Islands, скорочено HIMI) — невеликий незаселений архіпелаг у південній частині Індійського океану. Складається з двох основних островів — Герд і Макдональд, а також із багатьох дрібних віддалених острівців, скель і рифів. Належить Австралії.
Архіпелаг Герд та Макдональд лежить за 422 км на південний схід від архіпелага Кергелен (Франція), і є вершинами колишніх вулканів Кергеленського плато.

## Загальна інформація
Клімат субантарктичний — м'яка зима (+0,1 °C) і холодне літо (+4,2 °C). Більшість днів року — вітряні і похмурі. Часто випадають опади у вигляді мряки або снігу.

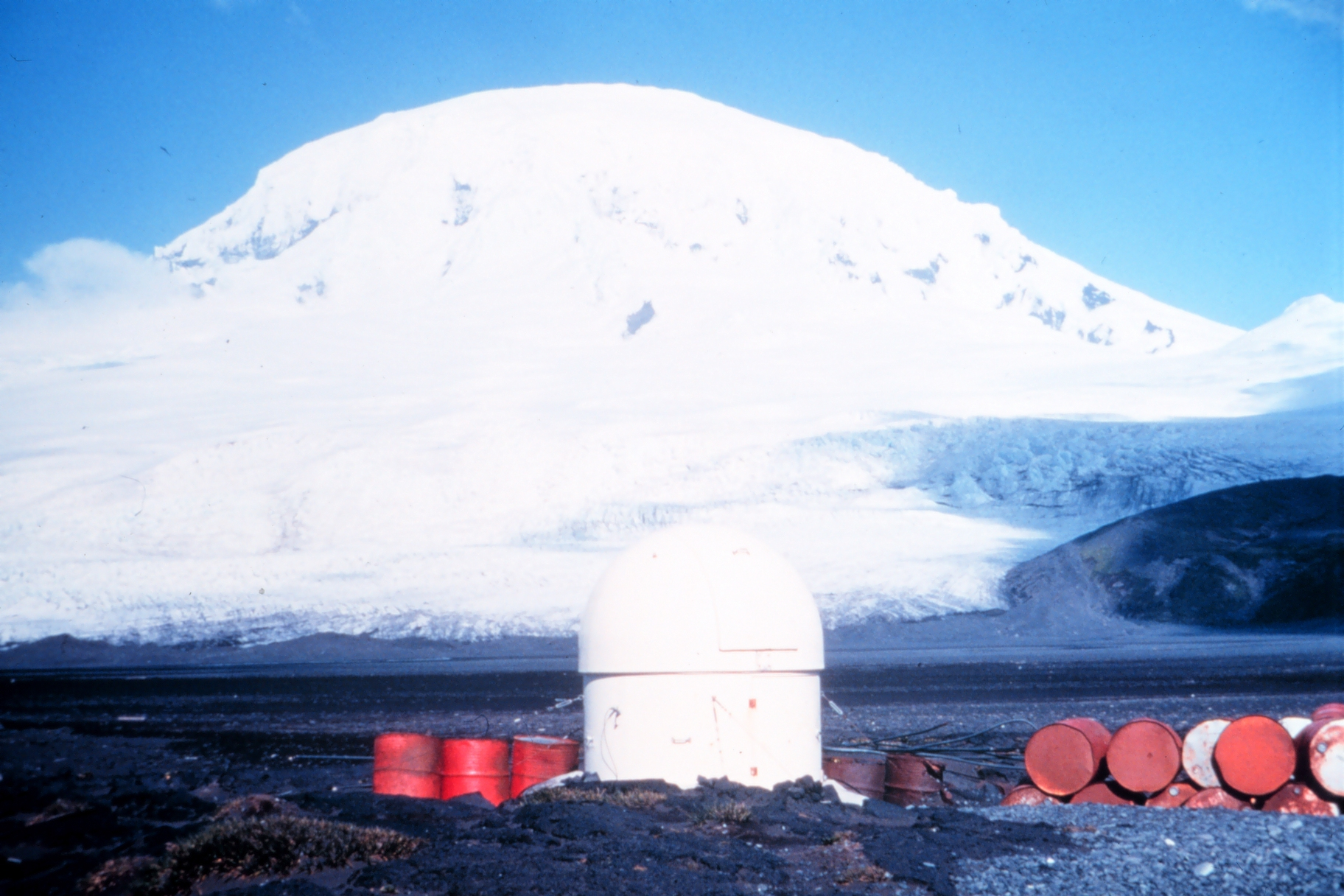
Пік Моусон на острові Герд

Острови населяють великі популяції пінгвінів, тюленів і морських птахів.
Архіпелаг із 1947 року належить Австралії, спочатку як частина Австралійської антарктичної території, а після підписання Австралією Конвенції про Антарктику, острови стали утворювати окрему зовнішню територію. Постійне населення на архіпелазі відсутнє, але острови відвідують туристи (без висадки на берег) і наукові експедиції (переважно на острів Герд).
Острів Герд і острів Макдональд, що розташований 44 кілометри на захід, включено до списку Світової спадщини ЮНЕСКО.
Хоча острови не заселені, їм привласнено власний домен .hm.
У квітні 2025 року проти островів Герд і Макдональд адміністрацією Дональда Трампа були запроваджені 10%-ві експортні мита.

## Острів Герд

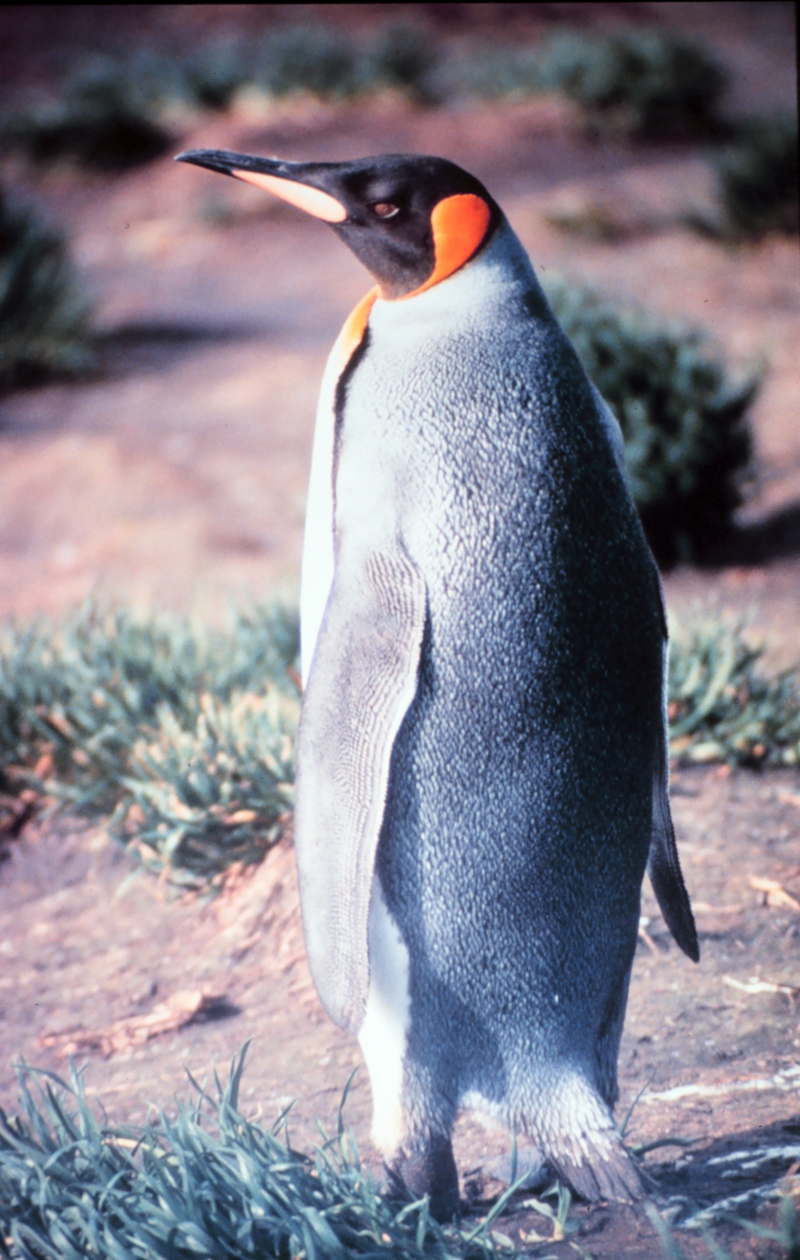
Королівський пінгвін на острові Герд

Острів Герд було відкрито американським капітаном, мисливцем за тюленями Джоном Гердом 25 листопада 1853 року, коли його судно «Орієнтал» прямувало з Бостона до Мельбурна.
Острів Герд 53°06′ пд. ш. 73°31′ сх. д. / 53.100° пд. ш. 73.517° сх. д. є вершиною підводного вулкана Кергеленського плато і має 43 кілометри в довжину і 21 кілометр завширшки. Пік Моусон — найвища вершина острова, її висота над рівнем моря становить 2745 метрів. Це єдиний активний вулкан і одночасно найвища точка на території, що належить Австралії. Вершина займає 32-ге місце у світі серед острівних гір.
Близько 80 % поверхні острова вкрито снігом і льодом, які й формують характер берегової лінії острова.
Площа острова — 368 км².

## Острови Макдональд
Незабаром після відкриття острова Герда, 4 січня 1854 року, капітан судна «Самаранг» Вільям Макдональд відкрив острів, який названо його ім'ям.
Острів Макдональд 53°2′20″ пд. ш. 72°36′4″ сх. д. / 53.03889° пд. ш. 72.60111° сх. д., розташований за 45 км на захід від острова Герда, маленький і скелястий, також вулканічного походження, найвища точка — 230 метрів над рівнем моря. Площа — 1,13 км². Острів обмежений крутими кручами і складається з двох частин — північного плато і південного крутого горба Максвел-Гілл, сполучених між собою вузьким перешийком.
Поряд із островом, з північної сторони розташовано ще два невеличких скелястих острова: острів Флат-Айленд (55 метрів у висоту) і Мейєр-Рок (170 метрів у висоту).
Загальна площа трьох островів — 2,5 км².
Люди висаджувалися на острові всього двічі в історії — в 1971 і 1980 рр.

## Інші острови
Найбільший із них — острів Шаг-Айленд, знаходиться за 10 кілометрів на північ від острова Герд, а також острови Сейл-Рок, Морган та Блек-Рок. Їхня загальна площа складають близько 1,1 км².
До складу території також включають усі територіальні води на відстані 12 навігаційних миль від берегової лінії.
Загальна площа архіпелагу — 372 км², сумарна довжина берегової лінії — 101,9 км.

## Географія

### Клімат
Клімат субантарктичний — м'яка зима (+0,1 ° C) і холодне літо (+4,2 °C). Більшість днів року — вітряні й похмурі. Вітри переважно західні та стабільно сильні. Щомісячна середня швидкість вітру складає від близько 26 до 33,5 км / год, були зафіксовані пориви понад 180 км / год. Річна кількість опадів на рівні моря на острові Герд становить зазвичай від 1300 до 1900 мм. Опади випадають кожні три дні з чотирьох, зазвичай у вигляді мряки або снігу.

### Флора

#### Умови
Острів знаходиться в екологічному регіоні острівної тундри у південній частині Індійського океану, який включає в себе кілька субантарктичних островів. У цьому холодному кліматі рослини представлені в основному травами, мохами і лишайниками. Низьке різноманітність рослин обумовлено острівною ізоляцією, малим розміром суші, суворим кліматом, коротким, холодним вегетаційним періодом і, в разі Герда, значним крижаним покривом. Основними екологічними визначальними факторами для рослинності на субантарктических островах є: вплив вітру і солоних бризок, наявність води, склад ґрунту, наявність поживних речовин, витоптування птахами і тюленями і, в деяких випадках, висота над рівнем моря. В умовах Герда, вплив сольового туману і наявність птахів і тюленів, особливо сильно впливають на склад і структуру рослинності в прибережних районах.

#### Мохи і лишайники
Мохоподібні і лишайники вносять істотний внесок в загальне біологічне різноманіття Герда, зареєстровано 43 види мохів і 71 вид лишайників, часто займають місця проживання, непридатні для судинних рослин, наприклад, скелі. Мохоподібні присутній в більшості великих рослинних угруповань. Лишайники поширені на оголених породах і є домінуючою рослинністю в деяких областях.

#### Водорості
Принаймні 100 видів наземних водоростей відомі на Герді, зазвичай виростають в постійно вологому середовищі. Морські ліси — гігантські антарктичні водорості зустрічаються в різних точках острова і принаймні 17 інших видів морських водоростей буде додано після ідентифікації останніх зібраних зразків. Низька різноманітність водоростей пояснюється ізоляцією острова від інших територій, непридатними для проживання пляжами, постійним тертям хвилями, припливами і дрібними каменями, а також протяжністю льодовиків в багатьох областях.

### Фауна
На острові, розташовані величезні популяції пінгвінів, ластоногих і морських птахів.

#### Ссавці
Ластоногі на Герді були практично винищені наприкінці 19 століття, після чого чисельність тюленів стала занадто мала для економічного використання. З тих пір їх популяція збільшилася і була захищена. Серед ластоногих, що розмножуються на Герді: південні морські слони, кергеленскі і субтропічні морські котики. Морські леопарди регулярно відвідують взимку лежбища, але вони не розмножуються на архіпелазі. Тюлень-крабоїд, тюлені Росса і Ведделла є лише випадковими відвідувачами.

#### Птахи
На Герді немає хижаків, острів надає сприятливе середовище проживання і розмноження в середині величезного Південного океану для різних птахів. Навколишні води забезпечують птахів кормом. Острови Герд і Макдональд були визначені міжнародною організацією по захисту птахів (BirdLife International) як важлива для птахів область, так як вони містять дуже велику кількість гніздівель морських птахів. 19 видів птахів були зареєстровані як ті, які гніздяться на островах Герд і Макдональд, хоча вулканічна активність на Макдональд за останнє десятиліття, ймовірно, призвела до зниження рослинного покриву і зменшення кількості місць гніздування птахів.